# الأخلاق عند أرسطو

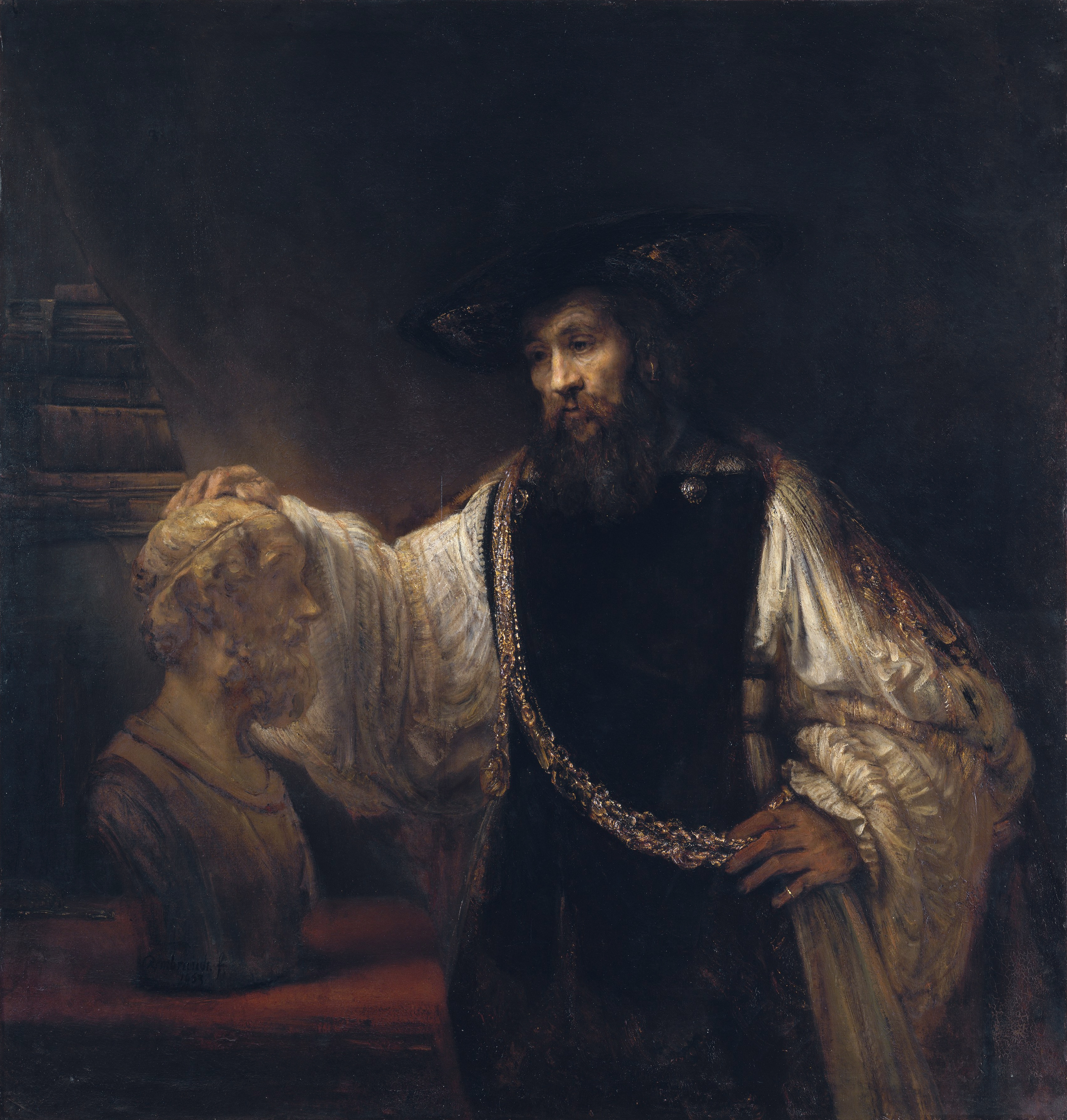
أَرِسْطُو يتَأَمَّلَ تِمثال نصفي لهوُميروس لوحة زيتية بريشة رسام العصر الذهبي الهولندي رامبرانت سنة 1653، تصور أرسطو وهو يرتدي سلسلة ذهبية ويفكر أمام تمثال نصفي منحوت لهوميروس. متحف المتروبوليتان للفنون.

كان أرسطو أول من استخدم مصطلح الأخلاق لتسمية مجال دراسي طوّره أسلافه سقراط وأفلاطون، وهو مجال مكرس لمحاولة تقديم استجابة عقلانية للسؤال حول كيفية عيش البشر بأفضل طريقة. اعتبر أرسطو أن الأخلاق والسياسة هما مجالان مترابطان ولكنهما منفصلان للدراسة، حيث تدرس الأخلاق خير الفرد، بينما تدرس السياسة خير الدولة المدينة، التي اعتبرها أفضل نوع من المجتمعات.
قُرئت كتابات أرسطو بشكل مستمر منذ العصور القديمة، وخاصة أطروحاته الأخلاقية التي لا تزال تؤثر على الفلاسفة العاملين اليوم. شدد أرسطو على الأهمية العملية لتطوير التميز (الفضيلة) في الشخصية (باليونانية ēthikē aretē) كوسيلة لتحقيق ما هو أكثر أهمية، وهو السلوك الممتاز (باليونانية praxis). كما يجادل أرسطو في الكتاب الثاني من "الأخلاق النيقوماخية"، فإن الرجل الذي يمتلك تميزًا في الشخصية سيميل إلى فعل الشيء الصحيح في الوقت المناسب وبالطريقة الصحيحة. الشجاعة والتنظيم الصحيح للشهوات الجسدية هي أمثلة على تميز الشخصية أو الفضيلة. لذلك، فإن التصرف بشجاعة والتصرف باعتدال هما أمثلة على الأنشطة الممتازة. الأهداف العليا هي العيش بشكل جيد والسعادة (eudaimonia) – وهي كلمة يونانية غالبًا ما تترجم إلى الرفاهية أو السعادة أو "الازدهار البشري".